# Épizon
Épizon is een gemeente in het Franse departement Haute-Marne in de regio Grand Est en telt 114 inwoners (1999). De gemeente maakt deel uit van het arrondissement Saint-Dizier.

## Geschiedenis
In 1972 werd de gemeente Bettoncourt-le-Haut opgeheven en de plaats opgenomen in de gemeente Épizon. Op 28 februari 2013 werd de gemeente Pautaines-Augeville opgeheven en werden de ook plaatsjes Augeville en Pautaines opgenomen.

## Geografie
De oppervlakte van Épizon bedraagt 22,0 km², de bevolkingsdichtheid is 5,2 inwoners per km².
De onderstaande kaart toont de ligging van Épizon met de belangrijkste infrastructuur en aangrenzende gemeenten.

## Demografie
Onderstaande figuur toont het verloop van het inwonertal (bron: INSEE-tellingen).